# فيليبي كارفاليو
فيليبي كارفاليو (بالإسبانية: Felipe Carvalho) هو لاعب كرة قدم أوروغواياني وبرازيلي في مركز الدفاع، ولد في 18 سبتمبر 1993 في ريفيرا في الأوروغواي. لعب مع نادي مالمو.

## وصلات خارجية
- فيليبي كارفاليو على موقع اتحاد السويد (السويدية)
- فيليبي كارفاليو على موقع قاعدة بيانات كرة القدم.إي يو (الإنجليزية)
- فيليبي كارفاليو على موقع Soccerway.com (الإنجليزية)